# Barcelona–Andorra
Barcelona–Andorra war eine Radsportveranstaltung in Spanien und Andorra und fand von 1964 bis 1986 statt. Es war ein Eintagesrennen für Profis.

## Geschichte
Das Rennen führte vom katalanischen Barcelona nach Andorra durch die spanischen Pyrenäen. In den ersten Jahren fand es im März statt. Die bergreiche Strecke war 220 bis 230 Kilometer lang. Bis 1972 fand das Straßenradrennen jährlich statt, dann gab es eine längere Pause und wurde nur 1986 noch einmal veranstaltet. 1969 bis 1972 war das Rennen eine Etappe der Katalanischen Woche.

## Palmarès
- 1964  Primo Nardello
- 1965  Jaime Alomar
- 1966  Ramón Sáez Marzo
- 1967  José Pérez Francés
- 1968  Domingo Perurena
- 1969  Guido Reybrouck
- 1970  Italo Zilioli
- 1971  Italo Zilioni
- 1972  Raymond Delisle
- 1986  Peter Hilse